# La Mierla
La Mierla település Spanyolországban, Guadalajara tartományban. La Mierla Cogolludo, Puebla de Beleña, Puebla de Valles, Retiendas és Tamajón községekkel határos. Lakosainak száma 38 fő (2024).

## Népesség
A település népessége az utóbbi években az alábbiak szerint változott:
| Lakosok száma | 26   | 27   | 23   | 27   | 42   | 33   | 39   | 41   | 40   | 38   |
|               | 2001 | 2004 | 2006 | 2009 | 2011 | 2014 | 2016 | 2019 | 2021 | 2024 |